# بخش نختالو
بخش نختالو، یکی از بخش‌های شهرستان باروق در استان آذربایجان غربی ایران است. مرکز این بخش، روستای نختالو است.

## تقسیمات کشوری
- بخش نختالو
  - دهستان آجرلوی شرقی
  - دهستان آجرلوی غربی

## جمعیت
بر پایه سرشماری عمومی نفوس و مسکن در سال ۱۳۹۵، جمعیت بخش نختالو برابر با ۶٬۵۸۵ نفر بوده است.